# علي سلمان (لاعب كرة قدم بحريني)
علي سلمان (20 أغسطس 1987) لاعب كرة قدم بحريني يلعب حاليا لصالح نادي الدرجة الأولى الحالة البحريني في مركز الوسط المدافع من 2005 كما يجيد اللعب في مركز الوسط المحوري.